# 芬尼亞兄弟會

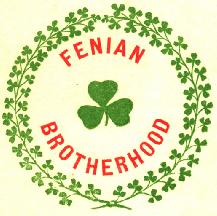
芬尼亞兄弟會

芬尼亞兄弟會（英語：Fenian Brotherhood）是19世紀末和20世紀初在美國成立，致力於建立獨立的愛爾蘭共和國的秘密政治組織，為愛爾蘭共和兄弟會的姊妹組織。該組織於1858年成立，1880年解散。
1866年，芬尼亞兄弟會從美國策劃了一場對加拿大的芬尼亚突袭，目的是為了施壓英國允許愛爾蘭獨立。